# روبن آساطریان
روبن میناسی آساطریان (ارمنی: Ռուբեն Մինասի Ասատրյան؛  ۳۱ اکتبر ۱۹۵۹) یک رهبر ارکستر اهل ارمنستان است. ووی از سال میلادی تاکنون مشغول فعالیت بوده است.

## زندگی‌نامه
وی در ۳۱ اکتبر ۱۹۵۹ در ایروان به دنیا آمد و از کنسرواتوار دولتی کومیتاس ایروان (۱۹۸۶) و کنسرواتوار دولتی چایکوفسکی مسکو (۱۹۹۱) فارغ‌التحصیل شد. وی همچنین برندهٔ جوایزی همچون چهره هنری شایسته جمهوری ارمنستان شده است.